# Abjad
Un abjad és un tipus d'escriptura en què hi ha un símbol per a cada fonema consonàntic, anomenat de vegades com a alfabet consonàntic. L'origen d'aquest terme està en una paraula sense sentit utilitzada com a seqüència mnemotècnica per a aprendre l'ordre de les lletres de l'alfabet àrab, però aquí es tracta de l'ordre antic que s'emprava abans que les lletres fossin reorganitzades i agrupades segons el seu aspecte gràfic. El paral·lel més comú amb aquesta seqüència és l'alfabet hebreu i era així:
- abjad hawwaz HuTTi kalaman sa'faS qarashat thakhadh DaZagh.

Altres dues seqüències van d'esta manera:
- abujadin hawazin HuTiya kalman sa'faS qurishat thakhudh DaZugh.
- abujadin hawazin HuTiya kalman Sa'faD qurisat thakhudh Zaghush.

(En aquest cas, les majúscules representen les consonants guturals, i els dígrafs sh, th, kh, dh i gh representen lletres simples. El final 'in' representa tanwín, un aspecte de la gramàtica àrab). En totes les versions, les primeres quatre lletres són les mateixes: Alif, Bā', Jīm, Dāl. Aquests tres 'ordres alfabètics' poden ser usats com a numerals o la branca de la numerologia anomenada isopsèfia.
Cal recordar que la paraula abjad pot tenir arrels més antigues en fenici o ugarític.
Abjads «impurs» (com l'aràbic) poden tenir caràcters també per a algunes vocals, o diacrítics vocàlics opcionals, o els dos; això no obstant, el creador del terme, Peter T. Daniels, insisteix que sols s'hauria d'aplicar a escriptures mancades de tot signe vocàlic, excloent-hi d'esta manera l'àrab, hebreu i siríac. Tots els abjads coneguts pertanyen a la família d'escriptura semítica, i deriven de l'abjad lineal septentrional originari. Açò és a causa del fet que les llengües semítiques tenen una estructura morfèmica que fa redundant o, en tot cas, innecessària la notació de vocals.
Moltes escriptures derivades dels abjads es van anar ampliant amb símbols vocàlics per a arribar a ser alfabets plens. Això va passar sobretot quan l'escriptura es va adaptar a una llengua no semítica, i n'és el cas més famós la derivació de l'alfabet grec a partir de l'abjad fenici. Altres vegades, els signes vocàlics apareixen en forma de petits punts o ganxos en relació amb les lletres consonàntiques, i produeixen un abugida com en el cas del sistema d'escriptura amhàric.
La majoria de sistemes emprats per a escriure llengües semítiques són abjads. Per raons lligades a l'estructura morfofonològica d'aquests idiomes, és possible, coneixent les regles gramaticals idònies, endevinar el lloc i timbre de les vocals. Les vocals llargues dels abjads són, no obstant això, sovint anotades per mitjà de matres lectionis (consonants amb funció vocàlica), cosa que fa que hi hagi pocs abjads «purs».
En els abjads, és freqüent que les lletres canviïn més o menys de forma segons la seva situació en la paraula.